# COMEBACK SHOW - BTS DNA
COMEBACK SHOW - BTS DNA(한국어: 컴백 쇼 - BTS DNA)는 Mnet에서 2017년 9월 21일에 방송된 대한민국의 보이그룹 방탄소년단의 컴백 쇼이다. 국내는 물론 전 세계 80개국에서 유튜브, Mwave, VIKI, iflix, Toggle, Mnet Smart, 그리고 iQiyi를 통해 전 세계에 동시 생중계 되었다.

## 개요
‘COMEBACK SHOW - BTS DNA’는 방탄소년단의 전 세계 팬들을 위한 컴백 특집 방송으로 새 앨범 제작 과정과 방탄소년단의 탄생 비화 등 ‘컴백쇼’에서만 만날 수 있는 알찬 내용으로 구성되었다. 이날 방탄소년단의 미니 앨범 《LOVE YOURSELF 承 ‘Her’》의 타이틀곡 ‘DNA’ 뿐만 아니라 ‘MIC Drop’, ‘고민보다 Go’ 등 수록곡 무대도 최초로 공개했다. 또한 이날 방송에서는 멤버들 각자의 DNA도 공개됐는데, 셀프카메라를 통해 앨범 작업기, 일상의 모습, 상황극 연기까지 보이며 지민은 노력, 뷔는 패션, 슈가는 작곡 프로듀싱 등을 선보였다.
특히 세계적인 스타들도 방탄소년단의 컴백에 주목해 눈길을 끌었는데, 미국 배우 로라 마라노, 유명 DJ 스티브 아오키, 체인스모커스, 미국 래퍼 왈레, 영국 가수 찰리 XCX 등이 축하 영상을 보냈다.

## 코너
- BTS DNA #V - 본격 검증 TIME
- BTS DNA #JIMIN - 본격 검증 TIME
- BTStory <소년탄생보고서>
- BTS DNA #SUGA - 본격 검증 TIME
- BTS DNA #JIN - 본격 검증 TIME
- BTS ADN ARMY (릴레이 인터뷰)
- BTS DNA #J-HOPE - 본격 검증 TIME
- BTS DNA #JUNG KOOK - 본격 검증 TIME
- 로그 - 아직 끝나지 않은 이야기

## 출연자
- 방탄소년단
  - RM
  - 슈가
  - 진
  - 제이홉
  - 지민
  - 뷔
  - 정국

## 같이 보기
- BTS 카운트다운
- 방탄소년단